# Мацак, Наталья Ивановна
Наталья Ивановна Мацак (в девичестве Одноволик; укр. Наталія Іванівна Мацак, Одноволик; 1922—2002) — советская колхозница, звеньевая колхоза имени Чапаева Нехворощанского района Полтавской области. Герой Социалистического Труда (1948).
После Великой Отечественной войны работала звеньевой полеводческого звена в колхозе имени Чапаева Нехворощанского района. В 1947 году звено, руководимое Натальей Одноволик, собрало в среднем по 30,5 центнеров пшеницы с участка площадью 9 гектаров. За эти выдающиеся трудовые достижения была удостоена в 1948 году звания Героя Социалистического Труда.

## Награды
- Герой Социалистического Труда — указом Президиума Верховного Совета СССР от 10 мая 1948 года
- Орден Ленина